# Опсада Лознице (1813)
Опсада Лознице (1813) је једна од битака која је означила слом Првог српског устанка.

## Увод
Почетком јуна 1813. главна турска сила ударила је на Србију са три стране: од Ниша на Делиград, од Босне на Дрину и од Видина на Неготин. Очекујући напад, и устаничка војска се поделила на три стране: на Делиграду је био Младен Миловановић са 10-12.000 људи, на Дрини кнез Сима Марковић са још толико, у Крајини Хајдук-Вељко са око 3.000, а Карађорђе је био у Јагодини са 4-5.000 људи као стратегијска резерва. По осталим граничним утврђењима и шанчевима било је по 500-1.000 људи. На Неготин је дошао сам велики везир Хуршид-паша са више од 15.000 људи; Бошњаци, начинивши на Дрини ћуприју (на Брањеву), пређу и опколе шанац у Лешници, а турска главнина удари на Делиград.

### Лешница
У српском шанцу у Лешници био је поцерски војвода Јанко Стојићевић, брат чувеног Милоша Поцерца, са око 5-600 људи (највише Поцераца и нешто Мачвана) са 4 топа. Кнез Сима није послао помоћ Лешници, иако су војводе (Сима Катић, Стојан Чупић, Матеја Ненадовић и Милош Обреновић) наваљивале, него је само премештао шанчеве по Поцерини с једног места на друго. Не добивши помоћ, а бомбардовани из топова и поткопани са свих страна, Срби се по наговору зворничког владике предају Турцима на веру, који их све одведу у Цариград као робље. Од ових људи посланици кнеза Милоша 1830. нађу у Цариграду (на галијама) и откупе само 45 преживелих, а сви остали пропадоше у ропству.

## Опсада
Лозницу је већ 16. јула 1804. ослободио харамбаша Ђорђе Ћурчија са својим устаницима, али су је Турци под Али-пашом Видајићем убрзо повратили. Коначно је ослобођена 14. марта 1807. и утврђена опкопом, који су Срби назвали градом и шанчевима према Дрини.
По паду Лешнице у јулу 1813. сва турска војска удари на Лозницу, коју је бранио војвода Петар Молер са 800 Јадрана и 6 топова.
Почетком августа Турци почеше бомбардовање шанца из великих топова, и копајући ровове, приближише се српском шанцу тако близу, да су побили из шешана све српске тобџије (па су српски топови ућутали). Уз то, Турци одврате речицу Штиру, из које су се Срби снабдевали водом (подземним ходником). Оставши и без топова и без воде, војвода Молер затражи од Турака слободан пролаз, у замену за џебану и топове; и ту је долазио зворнички владика и звао Србе на предају, "али Молер није владикама вјеровао ни другијех ствари, а камоли у таковоме послу" (како је духовито написао Вук Караџић).

### Пробој
Тако преговори пропадну, а Молер напише писмо кнезу Сими и Јакову Ненадовићу у Шабац својом крвљу, у коме последњи пут замоли за помоћ, пишући дословно: ако ко (од српских старешина) жели да он пропадне, барем народ да избаве; после три дана без одговора, Молер се договори са свом војском да ноћу беже кроз Турке, што и учине. Од 800 српских бранилаца, 200 их је погинуло током опсаде, а још 400 у бежању, док се војвода Молер са преосталима пробио до српске војске.

## Последице
По паду Лознице Турци опколише Засавицу, која је пала након 17 дана опсаде, и продреше до Шапца, где се утврдила главнина српске војске на том крају (под Симом Марковићем, Матејом Ненадовићем и Милошем Обреновићем), али се устаници крајем септембра разбегоше без боја на вест о паду Београда и Карађорђевом бекству у Срем.

## Занимљивости
Битка је екранизована у серији Вук Караџић у 5. епизоди.